# Carvalho Pinto
Carlos Alberto Alves de Carvalho Pinto (São Paulo, 15 de março de 1910 — São Paulo, 21 de julho de 1987) foi um político brasileiro e 44.º governador do estado de São Paulo.

## Biografia
Filho de Virgílio de Carvalho Pinto e de Virgília Rodrigues Alves Carvalho Pinto, foi casado com Iolanda Amaral de Carvalho Pinto, com quem teve três filhos.
Sobrinho-neto de Rodrigues Alves, presidente da República Federativa do Brasil entre 1902 e 1906, Carvalho Pinto formou-se em direito em 1931 pela Faculdade de Direito da Universidade de São Paulo (FD-USP). Foi professor de Ciências das Finanças na Faculdade Paulista de Direito e Procurador do Município de São Paulo ao lado dos juristas Cássio Egídio de Queirós Aranha e Oswaldo Aranha Bandeira de Mello. Entre 1938 e 1945 foi assessor jurídico dos prefeitos Prestes Maia e Abraão Ribeiro. Nesse mesmo período foi professor da Pontifícia Universidade Católica de São Paulo (PUC-SP), lecionando também Ciência das Finanças. Na década seguinte aproximou-se de Jânio Quadros , exerceu o cargo de Secretário das Finanças do Município de São Paulo em 1953 e entre 1955 e 1958 ; foi Secretário da Fazenda do Estado de São Paulo quando Jânio governou o estado de São Paulo. Sua atuação administrativa o credenciou como candidato ao governo do estado em 1958, sendo eleito com o apoio da coligação formada por PDC, UDN, PTN, PR e PSB, com um total de 1 312 017 votos (51% dos votos válidos), derrotando as candidaturas de Ademar de Barros (PSP) e Auro Soares de Moura Andrade (PST).

## Governador de São Paulo
Seu governo, que decorreu de 1959 a 1963, orientou-se pelas diretrizes delineadas no seu PAGE (Plano de Ação do Governo do Estado). Tendo como um de seus principais secretários Plínio de Arruda Sampaio, foi o primeiro governador a estabelecer um planejamento orçamentário dos vários setores da administração pública. Iniciou a construção da Usina Hidrelétrica de Urubupungá, projetou as usinas Mário Lopes Leão, de Promissão, Paraitinga-Paraibuna e Usina Hidrelétrica Governador Pedro Viriato Parigot de Souza, de Capivari.
Além disso, realizou obras na Usina Hidrelétrica de Limoeiro, Usina Hidrelétrica de Euclides da Cunha, Usina Hidrelétrica Barra Bonita, Usina Hidroelétrica Armando Avellanal Laydner, Usina Hidrelétrica de Bariri, Usina Hidrelétrica de Caconde (originalmente chamada Graminha) e Usina Hidrelétrica de Chavantes. Criou a Universidade Estadual de Campinas (Unicamp), a Fundação de Amparo à Pesquisa do Estado de São Paulo (FAPESP) e a Faculdade de Medicina de Botucatu, posteriormente incorporada à Universidade Estadual Paulista(Unesp).

## Ministro e Senador
Findo o seu mandato de governador, foi ministro da Fazenda durante a fase presidencialista do Governo João Goulart, em 1963. Exerceu a função por poucos meses, não resistindo à pressão dos radicais que cercavam o presidente.

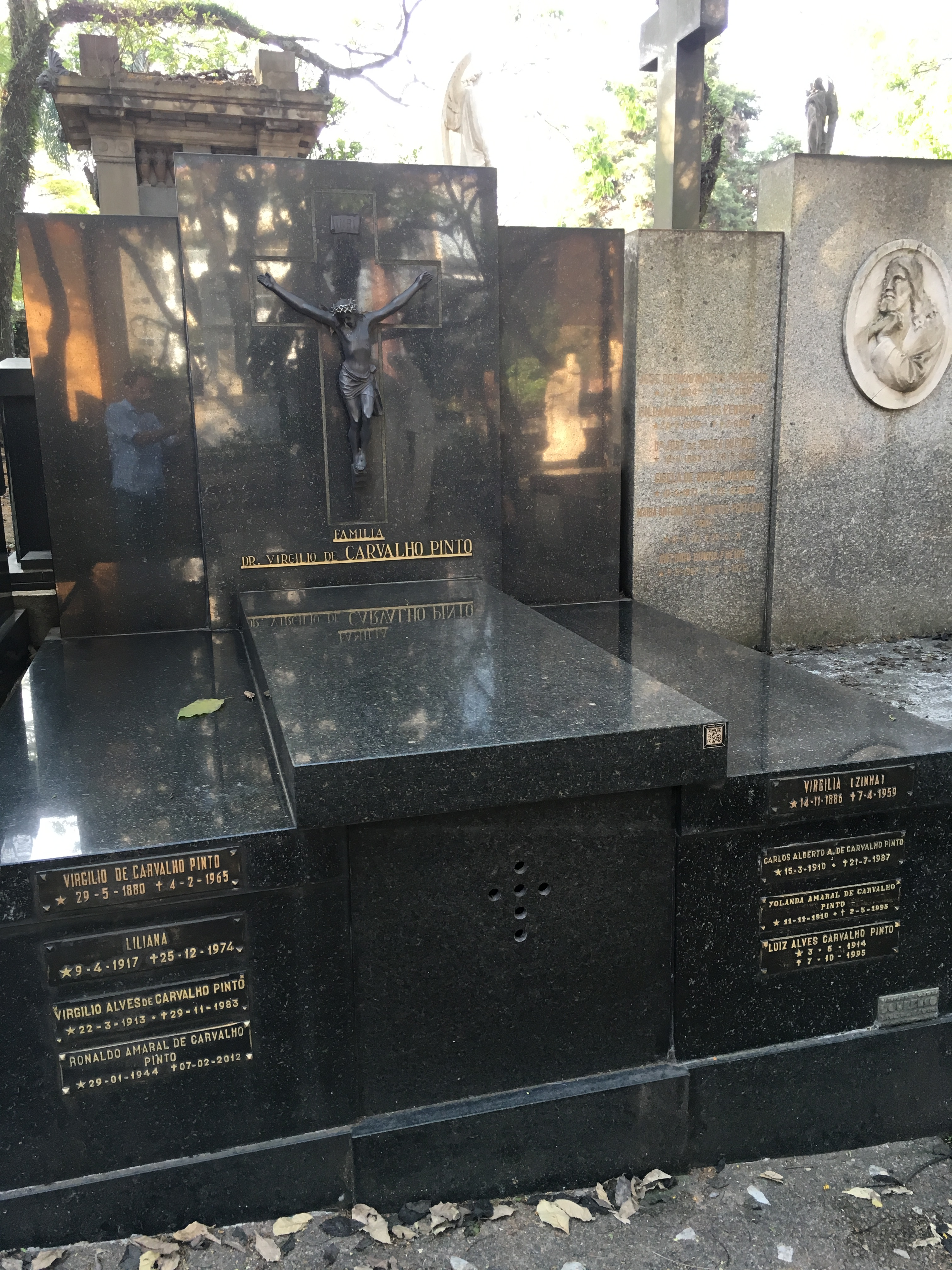
Mausoléu da Família Carvalho Pinto no Cemitério da Consolação.

Instaurado o Regime Militar ingressou na Aliança Renovadora Nacional (ARENA) e foi eleito senador da República por São Paulo em 1966, sendo derrotado por Orestes Quércia do Movimento Democrático Brasileiro (MDB) ao tentar a reeleição em 1974. Após a derrota no pleito, afastou-se definitivamente da vida pública.
Morreu em 1987, está sepultado no mausoléu da família no Cemitério da Consolação, junto com seus pais e irmãos.